# Igreja de São João de Deus (Lissabon)

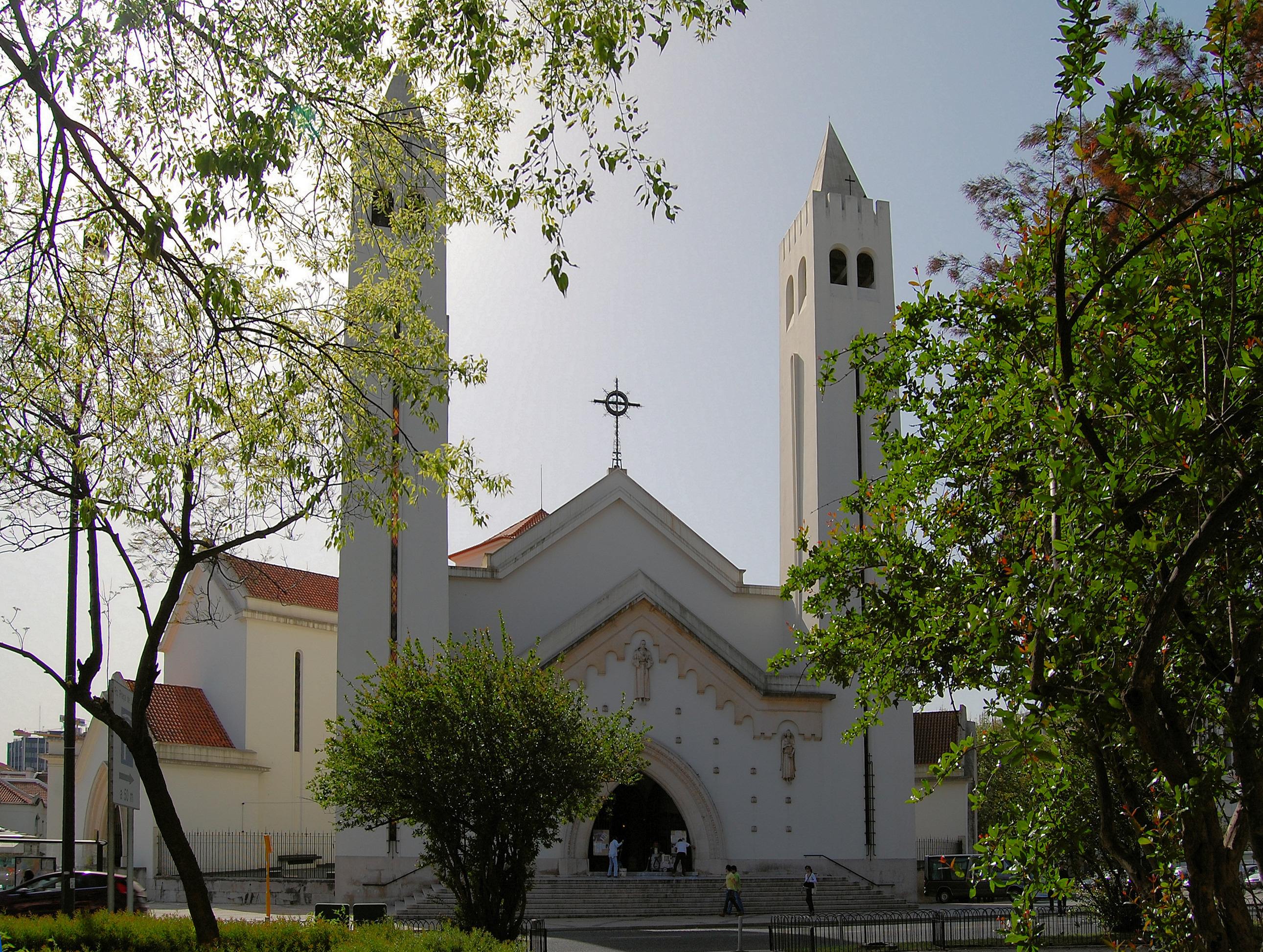
Fassade der Igreja de São João de Deus

Die Igreja de São João de Deus ist eine katholische Pfarrkirche in der portugiesischen Hauptstadt Lissabon. Sie ist die namengebende Kirche der ehemaligen Stadtgemeinde São João de Deus.

## Geschichte
An der Stelle der Kirche an der heutigen Praça de Londres befand sich ursprünglich eine Rinderzucht des wohlhabenden João do Outeiro. Mit der Ausdehnung der Stadt auf das Gebiet nördlich von Arroios ließ der Lissabonner Patriarch Manuel Gonçalves Cerejeira Anfang der 1950er Jahre mehrere neue Pfarreien errichten.
Mit dem Bau der Pfarrkirche wurde der Architekt António Lino beauftragt. Er schuf einen monumentalen Bau, der die Moderne mit der Tradition zu vereinen sucht. Ausführender Ingenieur war Gonçalo Leopoldo da Mota, für die Ausstattung arbeiteten die Bildhauer Leopoldo de Almeida und Soares Branco, der Keramiker Jorge Barradas sowie der Maler Domingos Rebelo.
Die Kirche wurde am 8. März 1953 durch Kardinal Cerejeira geweiht.